# شون كيلي (لاعب كرة قاعدة)
شون كيلي (بالإنجليزية: Shawn Kelley)‏ هو لاعب كرة قاعدة أمريكي، ولد في 26 أبريل 1984 في لويفيل في الولايات المتحدة.

## وصلات خارجية
- شون كيلي على موقع دوري كرة القاعدة الرئيسي (الإنجليزية)
- شون كيلي على موقعبيزبول رفرنس.كوم (الدوري الرئيسي) (الإنجليزية)
- شون كيلي على موقعبيزبول رفرنس.كوم (الدوري الثانوي) (الإنجليزية)
- شون كيلي على موقع إي إس بي إن.كوم (أم.أل.بي) (الإنجليزية)
- شون كيلي على موقع مشجعي الرسوم البيانية (الإنجليزية)